# Gay Divorce
Gay Divorce es un musical con música y letra de Cole Porter y libreto de Dwight Taylor, adaptado por Kenneth Webb y Samuel Hoffenstein. Fue el último espectáculo de Broadway de Fred Astaire y contó con la exitosa canción "Night and Day" en la que Astaire bailó con su coprotagonista Claire Luce .
RKO Radio Pictures la convirtió en una película musical en 1934, protagonizada por Fred Astaire y Ginger Rogers, y rebautizada como The Gay Divorcee.

## Gráfico
Guy Holden, un escritor estadounidense que viaja por Inglaterra, se enamora perdidamente de una mujer llamada Mimi, que desaparece tras su primer encuentro. Para dejar de pensar en su amor perdido, su amigo Teddy Egbert, un abogado británico, lo lleva a Brighton, donde Egbert ha hecho arreglos para que un "co-demandado pagado" ayude a su cliente a obtener el divorcio de su anciano y aburrido geólogo esposo Roberto.
Lo que Holden no sabe es que el cliente no es otro que Mimi, quien a su vez lo confunde, porque está demasiado avergonzado de su ocupación para decir cuál es, es decir, escribir bajo seudónimo novelas románticas baratas "destripadoras de corpiños", por el colega pagado. -demandado.
Al final, cuando aparece su esposo, no está convencido por el adulterio fingido, pero luego, sin saberlo, el camarero del resort revela que él mismo fue realmente adúltero.

## Canciones
|  | Act I - After You, Who? - Why Marry Them? - Salt Air - I Still Love the Red, White and Blue - After You, Who? (Reprise) - Where Would You Get Your Coat? ‡‡ - Gertrude (from Fifty Million Frenchmen) - Night and Day - How's Your Romance? | Act II - What Will Become of Our England? - I've Got You on My Mind - Mr. and Mrs. Fitch - I Love Only You ‡ - Tonetti - You're in Love |

‡nueva canción para la producción de Londres, ‡‡para la producción de Londres

## Antecedentes y producciones
La hermana de Astaire, Adele, se retiró del mundo del espectáculo y se casó con Lord Charles Cavendish después de su último espectáculo con Fred, The Band Wagon (1931). Cuando los productores de Gay Divorce le pidieron a Fred que protagonizara el programa, él aplazó una respuesta hasta que pudiera pasar el verano de 1932 cortejando a su futura esposa, Phyllis, en Londres. Finalmente estuvo de acuerdo y los ensayos comenzaron en septiembre de 1932. El espectáculo fue el último musical de Broadway de Astaire (después de lo cual se mudó a Hollywood ) y su único musical en el escenario sin Adele. También en el elenco estaban Erik Rhodes y Eric Blore, quienes pronto se hicieron famosos en las comedias RKO de principios de la década de 1930.
Gay Divorce se estrenó en las pruebas previas a Broadway en el Wilbur Theatre de Boston el 7 de noviembre de 1932 y luego se mudó al Shubert Theatre de New Haven el 21 de noviembre de 1932. Se estrenó en Broadway en el Ethel Barrymore Theatre el 29 de noviembre de 1932 y transferido al Teatro Shubert el 16 de enero de 1933 y cerrado el 1 de julio de 1933 para una ejecución total de 248 funciones. Dirigida por Howard Lindsay con coreografía de Barbara Newberry y Carl Randall, y escenografía de Jo Mielziner, el elenco contó con Fred Astaire como Guy Holden, Claire Luce como Mimi, Luella Gear como Hortense, G. P. Huntley Jr como Teddy, Betty Starbuck como Barbara Wray, Erik Rhodes como Tonetti, Eric Blore como Waiter y Roland Bottomley como Pratt.
El espectáculo se inauguró en el West End en el Palace Theatre el 2 de noviembre de 1933 y tuvo 180 funciones. Fue dirigida por Felix Edwardes con Astaire, Luce, Rhodes y Blore retomando sus papeles. A ellos se unieron Olive Blakeney como Gertrude Howard, Claud Allister como Teddy, Joan Gardner como Barbara Wray y Fred Hearne como Octavius Mann.
La gira australiana, presentada por J. C. Williamson's, comenzó en Melbourne en el King's Theatre el 23 de diciembre de 1933. La producción estuvo protagonizada por los actores británicos Madge Aubrey, Billy Milton e Iris Kirkwhite como Mimi. La suplente de Kirkwhite, Mona Potts, abrió el espectáculo como Mimi con dos días de antelación después de que Kirkwhite se lesionara el tobillo en el ensayo. Luego, la producción se presentó en el Theatre Royal, Adelaide desde el 21 de abril de 1934. La temporada de Perth, que comienza el 5 de mayo de 1934, J. C. Williamson presentó tres comedias musicales, The Girl Friend, Gay Divorce (a partir del 12 de mayo) y Our Miss Gibbs (a partir del 19 de mayo), así como una actuación de una sola noche de Gay Divorce en Kalgoorlie Town Hall el 29 de mayo de 1934. Las dos paradas finales de la gira incluyeron el His Majesty's Theatre, Brisbane, inaugurado el 9 de junio de 1934 y concluyendo en el Theatre Royal, Sydney inaugurado el 28 de julio de 1934.
El libro está fechado y las producciones modernas profesionales son raras. Goodspeed Opera House presentó el espectáculo en 1983 y una versión adaptada se vio Off-Broadway en Nueva York en 1987. La producción Off-Broadway de 1987 se montó para la inauguración del Teatro Martin R. Kaufman en Hell's Kitchen, Manhattan . La producción fue protagonizada por Oliver Woodall como Guy Holden, Debra Dickinson como Mimi, Diane Findlay como Hortense y Joaquin Romaguera como Teddy. Romaguera fue nominado al premio Drama Desk como actor destacado en un musical por su interpretación. Se presentó una versión de concierto en el Carnegie Hall (Weill Recital Hall) en la ciudad de Nueva York en junio de 1993 y contó con Robert Westenberg como Guy, Rebecca Luker como Mimi, Judy Kaye como Hortense y Kurt Ollmann como Tonetti. Un "¡Musicales esta noche!" (Nueva York) la producción del concierto se realizó en marzo de 2004. 
En 2000, Lost Musicals, también conocido como The Lost Musicals Charitable Trust, se presentó en el Palace Theatre de Londres Gay Divorce con la BBC. Ian Marshall Fisher dirigió, Kevin Amos Music, Director. El elenco incluía a Janie Dee, Thelma Ruby, Tim Flavin y Julie Wilson junto con la orquesta de la BBC. Esta fue la segunda y única aparición de este espectáculo y tocando en el mismo teatro donde. se presentó la producción original de Londres. La compañía regional 42nd Street Moon produjo la pieza en San Francisco, California del 12 de abril al 6 de mayo de 2007.